# 6 septembre 1928
Le jeudi 6 septembre 1928 est le 250e jour de l'année 1928.

## Naissances
- Fumihiko Maki, architecte japonais
- Ievgueni Svetlanov (mort le 3 mai 2002), chef d'orchestre, pianiste et compositeur
- Norbert Esnault (mort le 21 avril 2016), cycliste professionnel français
- Paul Chemetov, architecte et urbaniste français
- Robert M. Pirsig (mort le 24 avril 2017), écrivain américain
- Sid Watkins (mort le 12 septembre 2012), neurochirurgien britannique
- Ursula Vian-Kübler (morte le 18 janvier 2010), danseuse et actrice suisse
- Włodzimierz Kołos (mort le 3 juin 1996), chimiste polonais

## Décès
- Bill Cotty (né le 24 février 1875), joueur sud-africain de rugby à XV
- George Dole (né le 30 janvier 1885), lutteur sportif américain

## Événements
- Début de l'ouragan Okeechobee